# Bloc républicain de gauche
Ne doit pas être confondu avec Bloc des gauches.

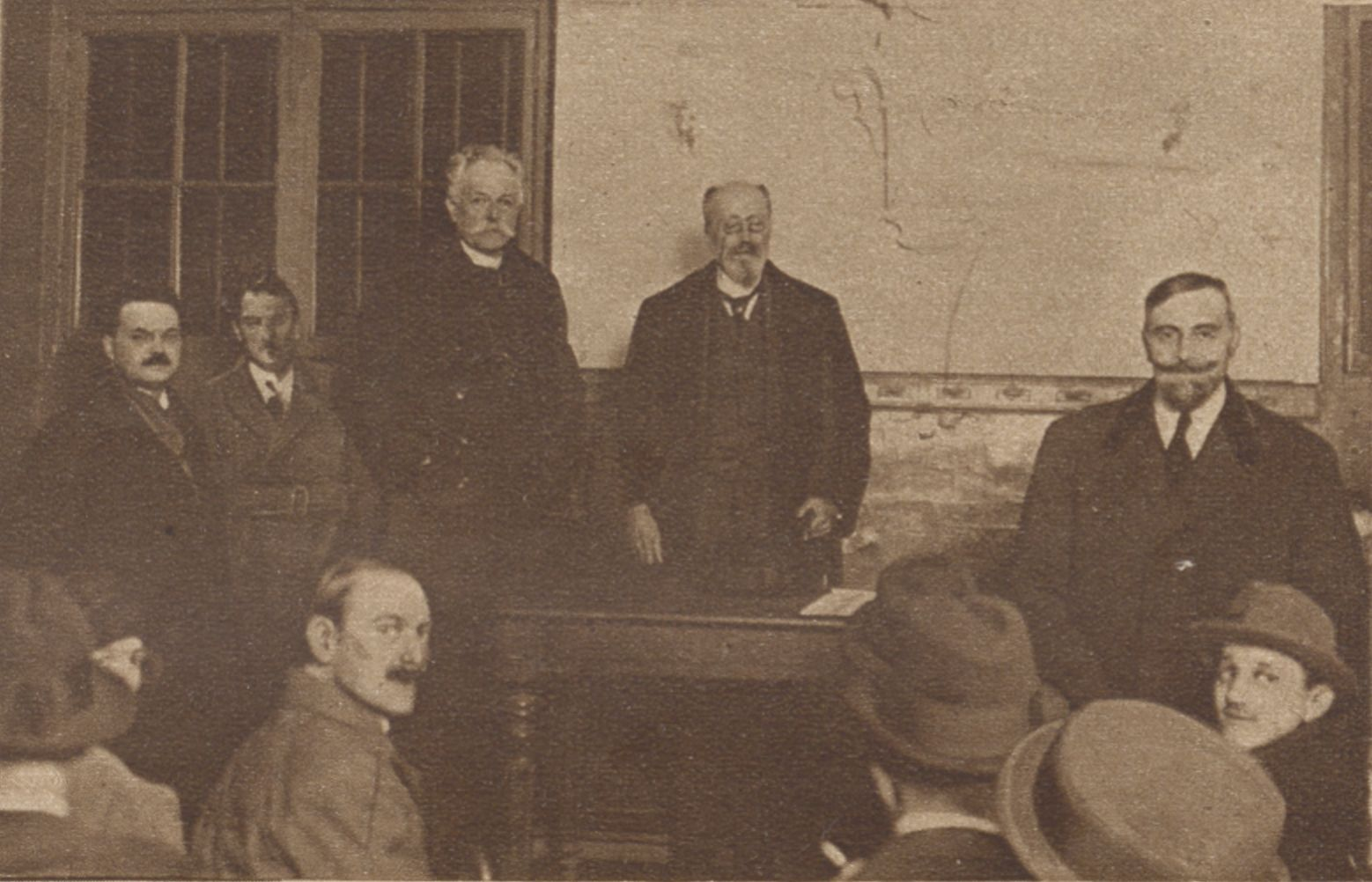
Réunion électorale du Bloc républicain de gauche (novembre 1919).

Le Bloc républicain de gauche est une liste de candidats présentée dans la 2e circonscription de Paris lors des élections législatives françaises de 1919.

## Histoire
Dans la 2e circonscription de Paris, correspondant alors aux 1er, 2e, 3e, 4e, 11e, 12e et 20e arrondissements de la capitale, certains radicaux-socialistes locaux critiquent l'inscription de deux de leurs députés sortants, Louis Puech et Joseph Petitjean, sur la liste d'Union républicaine nationale et sociale (URNS) d'Alexandre Millerand, où ils côtoient des candidats issus de l'extrême droite tels que Barrès ou l'amiral Bienaimé. Le comité exécutif du Parti radical-socialiste, réuni sous la présidence d'Édouard Herriot, réprouve lui aussi la stratégie de Puech et de Petitjean.
Dirigés par l'historien Alphonse Aulard, les radicaux-socialistes intransigeants de la 2e circonscription créent ainsi leur propre liste puis publient un manifeste au début du mois de novembre. Ce texte dénonce « l'étrange coalition de socialistes repentis et de radicaux défaillants avec des réactionnaires et des cléricaux militants, avec des ennemis de la République » et s'oppose à tous les extrêmes en renvoyant dos à dos la « réaction » et le « bolchévisme ». Selon Aulard, ce dernier « péril » menacerait surtout le pays en cas de victoire de la « coalition Millerand-Barrès », car celle-ci mènerait alors une politique conservatrice qui provoquerait la « légitime colère » de la classe ouvrière et ferait ainsi le jeu des « fanatiques à la manière russe ».
Moins d'un an après la fin de la Première Guerre mondiale, le programme du Bloc républicain de gauche est résolument pacifiste et propose d'éviter de nouvelles guerres par le « désarmement général » et l'« amélioration de la Société des Nations ». Il préconise également de « profondes réformes sociales ».
Le Bloc républicain de gauche subit naturellement les attaques de la droite, qui le voit comme l'émanation du « caillautisme intégral » et qui rappelle qu'un des membres de la liste, l'ancien député Lucien Le Foyer, a signé des articles « nettement défaitistes » pendant la guerre. Les accusations contre Le Foyer sont partagées par le journal Le Radical, qui prend la défense des radicaux ralliés à l'URNS. Le Bloc républicain de gauche est en revanche soutenu par L'Œuvre, dont l'un des collaborateurs, Jean Piot, figure sur la liste conduite par Aulard.
Le 16 novembre, la liste du Bloc républicain de gauche arrive en troisième position, avec près de 67 000 voix, très loin derrière celles des socialistes unifiés (plus de 580 000 voix) et de l'URNS (plus de 850 000 voix). Son nombre moyen de suffrages par candidat étant inférieur à celui de la quatrième liste (présentée par les socialistes dissidents du Comité d'action socialiste), elle n'obtient aucun siège à la Chambre.

## Candidats
Entre parenthèses : nombre de voix obtenues.
- Alphonse Aulard, professeur à la Sorbonne (9 670)
- Gustave Gouin, instituteur (8 151)
- Lucien Le Foyer, ancien député (8 091)
- Marcel Lehmann, vice-président de l'UF (7 892)
- Léon Oudard, industriel (7 836)
- Jean Piot, journaliste (8 678)
- Maurice Sarrail, général de division (8 986)
- Camille Servat, négociant (7 643)